# Distrikt Vilcabamba (Daniel Alcides Carrión)
Der Distrikt Vilcabamba liegt in der Provinz Daniel Alcides Carrión in der Region Pasco in Zentral-Peru. Der Distrikt wurde am 6. September 1920 gegründet. Er besitzt eine Fläche von 82,5 km². Beim Zensus 2017 wurden 2058 Einwohner gezählt. Im Jahr 1993 lag die Einwohnerzahl bei 2232, im Jahr 2007 bei 1894. Die Distriktverwaltung befindet sich in der 3445 m hoch gelegenen Ortschaft Vilcabamba mit 1433 Einwohnern (Stand 2017). Vilcabamba liegt 7,5 km östlich der Provinzhauptstadt Yanahuanca.

## Geographische Lage
Der Distrikt Vilcabamba liegt im Andenhochland zentral in der Provinz Daniel Alcides Carrión. Er besitzt eine Längsausdehnung in NNW-SSO-Richtung von 16 km sowie eine maximale Breite von 7,5 km. Der Río Ushugoyu, ein rechter Nebenfluss des Río Chaupihuaranga, entwässert das Areal nach Norden.
Der Distrikt Vilcabamba grenzt im Südwesten und im Westen an den Distrikt Yanahuanca im Norden an den Distrikt Tápuc sowie im Osten an den Distrikt Chacayán.